# Campionati europei di corsa campestre 1995
Il II Campionato europeo di corsa campestre si è disputato a Alnwick, in Inghilterra, il 2 dicembre 1995. Il titolo maschile è stato vinto da Paulo Guerra mentre quello femminile da Annemari Sandell.

## Risultati
I risultati del campionato sono stati:

### Individuale (uomini)
| Pos. | Atleta               | Tempo (m's") |
| ---- | -------------------- | ------------ |
|      | Paulo Guerra         | 26'40"       |
|      | Alejandro Gómez      | 26'43"       |
|      | Andrew Pearson       | 26'47"       |
| 4.   | Keith Cullen         | 26'48"       |
| 5.   | Mustapha Essaïd      | 26'52"       |
| 6.   | Jon Brown            | 26'56"       |
| 7.   | Alfredo Bras         | 27'01"       |
| 8.   | José Manuel García   | 27'03"       |
| 9.   | Giuliano Battocletti | 27'06"       |
| 10.  | Manuel Pancorbo      | 27'06"       |
| 11.  | Serhiy Lebid         | 27'06"       |
| 12.  | Pere Arco            | 27'17"       |

### Squadre (uomini)
| Pos. | Nazione                                                             | Punti |
| ---- | ------------------------------------------------------------------- | ----- |
|      | Spagna Alejandro Gómez José Manuel García Manuel Pancorbo Pere Arco | 32    |
|      | Portogallo Paulo Guerra Alfredo Bras José Ramos José Regalo         | 37    |
|      | Gran Bretagna Andrew Pearson Keith Cullen Jon Brown David Taylor    | 55    |
| 4.   | Francia                                                             | 60    |
| 5.   | Italia                                                              | 111   |
| 6.   | Russia                                                              | 131   |
| 7.   | Irlanda                                                             | 131   |
| 8.   | Danimarca                                                           | 160   |

### Individuale (donne)
| Pos. | Atleta                 | Tempo (m's") |
| ---- | ---------------------- | ------------ |
|      | Annemari Sandell       | 13'52"       |
|      | Sara Wedlund           | 14'07"       |
|      | Nina Belikova          | 14'09"       |
| 4.   | Elene Fidatov          | 14'10"       |
| 5.   | Alla Zhilyaeva         | 14'17"       |
| 6.   | Annette Sergent-Palluy | 14'18"       |
| 7.   | Sinead Delahunty       | 14'18"       |
| 8.   | Stela Olteanu          | 14'20"       |
| 9.   | Ana Dias               | 14'22"       |
| 10.  | Elizabeth Talbot       | 14'23"       |
| 11.  | Iulia Negura           | 14'24"       |
| 12.  | Yelena Baranova        | 14'25"       |

### Squadre (donne)
| Pos. | Nazione                                                      | Punti |
| ---- | ------------------------------------------------------------ | ----- |
|      | Russia Nina Belikova Alla Zhilyaeva Yelena Baranova          | 20    |
|      | Romania Elene Fidatov Stela Olteanu Iulia Negura             | 23    |
|      | Francia Annette Sergent-Palluy Zahia Dahmani Laurence Vivier | 41    |
| 4.   | Spagna                                                       | 55    |
| 5.   | Portogallo                                                   | 55    |
| 6.   | Belgio                                                       | 59    |
| 7.   | Gran Bretagna                                                | 65    |
| 8.   | Italia                                                       | 83    |

## Medagliere
Legenda
     Paese ospitante
| Posizione | Paese       | Oro | Argento | Bronzo | Totale |
| --------- | ----------- | --- | ------- | ------ | ------ |
| 1         | Portogallo  | 1   | 1       | 0      | 2      |
| 1         | Spagna      | 1   | 1       | 0      | 2      |
| 3         | Russia      | 1   | 0       | 1      | 2      |
| 4         | Finlandia   | 1   | 0       | 0      | 1      |
| 5         | Svezia      | 0   | 1       | 0      | 1      |
| 5         | Romania     | 0   | 1       | 0      | 1      |
| 7         | Regno Unito | 0   | 0       | 2      | 2      |
| 8         | Francia     | 0   | 0       | 1      | 1      |
| Totale    | Totale      | 4   | 4       | 4      | 12     |